# Sant Sadurní d'Esperan
L' església romànica de Sant Sadurní d'Esperan, construïda al segle XI i a 1466 m d'altitud, és l'església del poble abandonat d'Esperan, actualment pertany al terme municipal del Pont de Suert. Els primers propietaris de l'església van ser els Barons d'Erill fins a l'any 1173. Donació per testament als monjos benedictins - cistercencs del monestir de Santa Maria de Lavaix.
Mateixos orígens i mecenes que les esglésies romàniques de la Vall de Boí. Baronia d'Erill. Aquesta baronia està documentada al segle xi. En època moderna l'església de Sant Saturní era sufragània de la parròquia de Santa Maria d'Erillcastell. "L'església d'Esperan es pot incloure 
en el grup d'esglésies romàniques de la Vall de Boí, com Sant Climent d'Iran o Sant Quirc de Durro", bastides a la mateixa època. Les de la Vall, van ser declarades patrimoni mundial material de la humanitat per la UNESCO l'any 2000.

## Descripció
És un edifici d'una sola nau rectangular amb absis semicircular de volta de forn lleugerament ultrapassat, orientat al NE. L'absis s'obre a la nau mitjançant un arc presbiteral. A sobre d'aquest arc hi ha un petit òcul. La nau, més alta que l'absis, és coberta amb volta de canó i és feta de carreus col·locats al llarg, seguint el sentit longitudinal de la nau. L'absis, en un nivell més baix, presenta una volta de quart d'esfera feta amb filades concèntriques. L'interior de l'església s'amplià, en època moderna, amb l'additament de dues capelles laterals obertes en el mur meridional als segles XVII i XVIII. La més propera als peus de l'edifici, la de "Ca de Martí", ha perdut la volta d'aresta que la cobria. La porta originària de l'edifici s'obria en aquest mur sud, alguns vestigis de la qual encara es poden veure en el parament interior. L'església es il·luminada per una finestra d'una sola esqueixada i ampit graonat, situada al mig de l'absis: aquesta obertura té l'aparença d'una espitllera. En el mur de ponent s'obre la porta d'accés d'arc de mig punt adovellat ben treballat. Per sobre, hi ha una finestra, molt diferent a la finestra absidial; que presenta una arquivolta que parteix d'impostes biselades i la seva opertura és més petita que l'espai real que ocupa la finestra. La façana es coronada amb el campanar d'espadanya de dos ulls. Al presbiteri es conserva un altar decorat amb dues ares superposades. La superior, de mida més gran, presenta semiesferes esculpides en tres dels seus laterals. La teulada de dos aigües conserva les lloses de pedra originals, així com també la teulada de l'absis. Del cor només se'n conserva l'escala d'accés. Al costat de l'escala trobem una pila baptismal molt sòbria.
Hi ha un retaule barroc, de l'any 1742, dipositat al Museu d'Art Sacre del Pont de Suert. Existeixen quatre talles senzilles de fusta policromada del segle xviii en aquest museu. Una de la Mare de Déu d'Esperan, de Sant Serni, de Sant Antoni de Pàdua i de Santa Àgueda. També trobem una pila d'aigua beneïda d'aquesta època.
L'estat de conservació de l'església era lamentable. Es fan processos de consolidació els anys 2018 i 2021.

## Història
Una de les primeres mencions documentals del lloc d'Esperan data de 1173, any em que Ramon d'Erill, estant greument malalt a Lleida, dictà testament en presència de Pere d'Eroles, abat del monestir de Lavaix, dels seus familiars i altres il·lustres prohoms; segons aquesta acta testamentària, volent reconciliar-se amb Déu i la Verge Maria, per esmenta i revisió dels seus delictes, lliurà el seu cos i la seva ànima per l'eterna salvació al monestir de Santa Maria de Lavaix, i a més, li feu donació d'  unam propriam mean villam que dicitur esperant . D'aquesta manera el vilar d'Esperan amb totes les seves pertinences — que com s'ha demostrat pertanyien als Erill —, passà a mans del monestir de Lavaix, amb excepció del dret d'host.
"Sembla que els hereus de la baronia d'Erill respectaren aquesta donació, ja que tant el vilar com l'església de  Sancti Saturnni de Spranto , de la qual depenia l'església de Sant Esteve de Raons, són consignades en els inventaris monàstics de Lavaix".